# Vanga-de-cabeça-branca
Vanga-de-cabeça-branca  (Artamella viridis) é uma espécie de ave da família Vangidae. É a única espécie do género Artamella.
É endémica de Madagáscar.
Os seus habitats naturais são: florestas secas tropicais ou subtropicais , florestas subtropicais ou tropicais húmidas de baixa altitude e regiões subtropicais ou tropicais húmidas de alta altitude.